# The Song of the Western Men
The Song of the Western Men ist ein Gedicht von Robert Stephen Hawker aus dem Jahr 1825. Bekannt wurde es in vertonter Form unter dem Titel And shall Trelawny die? oder auch kurz Trelawny. Die Melodie stammt von Luisa T. Clare und wurde 1861 geschrieben. Das Lied gilt als inoffizielle Hymne der Grafschaft Cornwall, sie wird heute zum Beispiel bei Rugby-Spielen gesungen.

## Der Text und sein historischer Hintergrund

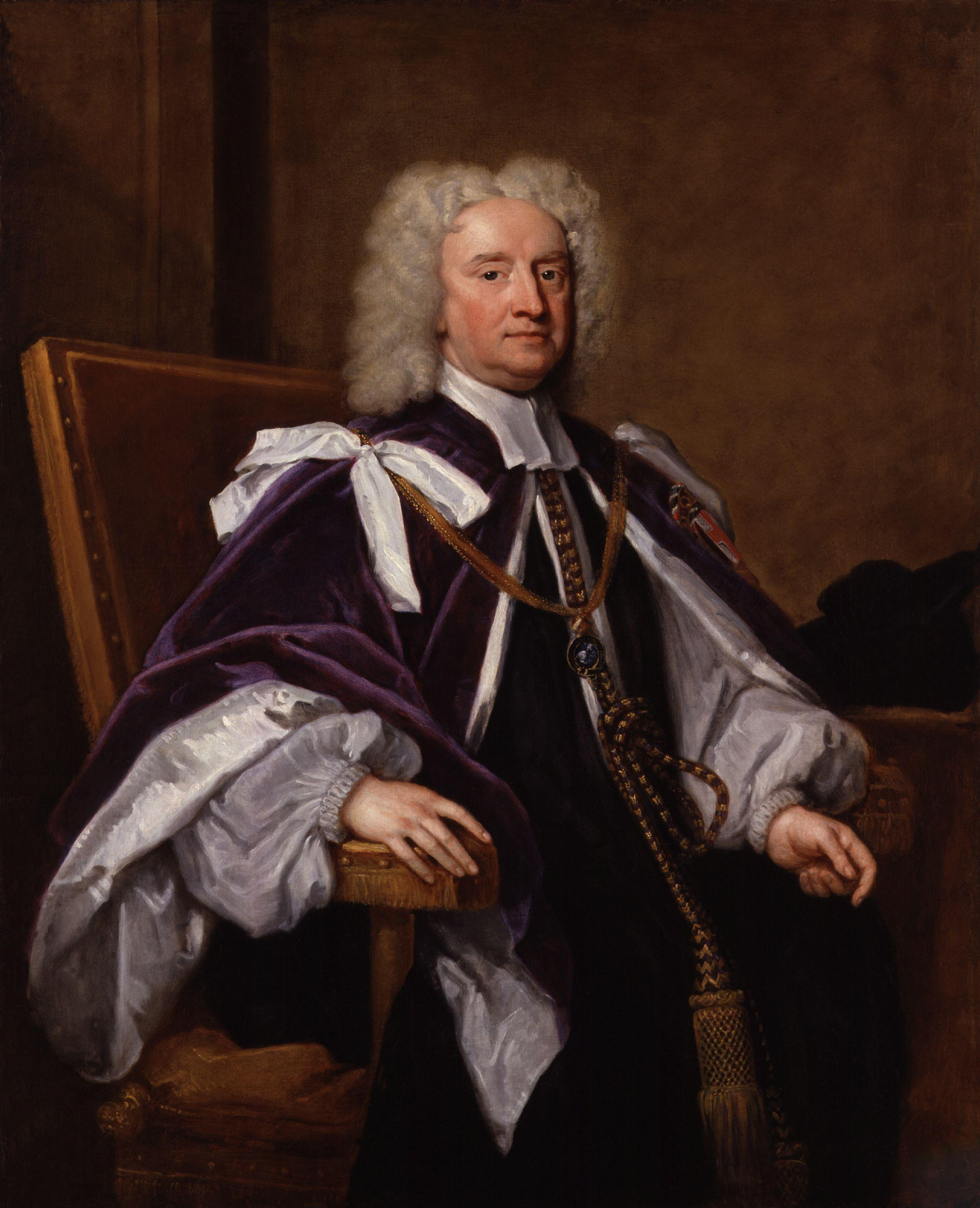
Jonathan Trelawny

Der Aufhänger für den Text ist die Inhaftierung des in Pelynt, Cornwall, geborenen Sir Jonathan Trelawny (1650–1721) im Jahr 1688 im Londoner Tower. Trelawny war zusammen mit seinem Bruder Charles Trelawny an der Niederschlagung der Monmouth Rebellion beteiligt. Zum Dank schlug ihn Jakob II. 1685 zum Ritter und ernannte ihn zum Bischof von Bristol. 1688 fiel Trelawny – selber Angehöriger der Anglikanischen Kirche – in Ungnade, da er sich zusammen mit sechs anderen Bischöfen gegen Jakobs Declaration of Indulgence aus dem Jahr 1687 aussprach, die den Katholiken religiöse Toleranz zusicherte. Nach drei Wochen Haft wurde Trelawny freigesprochen.
Den drei Strophen des Liedtextes zufolge machten sich 20.000 cornish men auf den Weg, um Trelawny aus dem Kerker zu befreien:
A good sword and a trusty hand!

A merry heart and true!

King James’s men shall understand

What Cornish lads can do.

And have they fixed the where and when?

And shall Trelawny die?

Here’s twenty thousand Cornish men

Will know the reason why!
Vom Westen durchquerten sie das Land über Tamar und Severn Richtung London. Der Spruch „one and all“ bezieht sich auf das Motto Cornwalls:
Out spake their Captain brave and bold:

A merry wight was he:

“If London Tower were Michael’s hold,

We’ll set Trelawney free!

We’ll cross the Tamar, land to land,

The Severn is no stay:

With ‘one and all’, and hand in hand,

And who shall bid us nay?”
Vor den Mauern Londons forderten sie die Mannen Jakobs heraus:
And when we come to London Wall,

A pleasant sight to view,

Come forth! Come forth, ye cowards all,

Here’s men as good as you.

Trelawney he’s in keep and hold:

Trelawney he may die:

But twenty thousand Cornish bold

Will know the reason why!"
Lied und Gedicht unterscheiden sich im Wesentlichen durch das hinzufügen des Refrains:
And shall Trelawny live?

And shall Trelawny die?

Here’s twenty thousand Cornish men

Will know the reason why!

## Hawkers Veröffentlichung

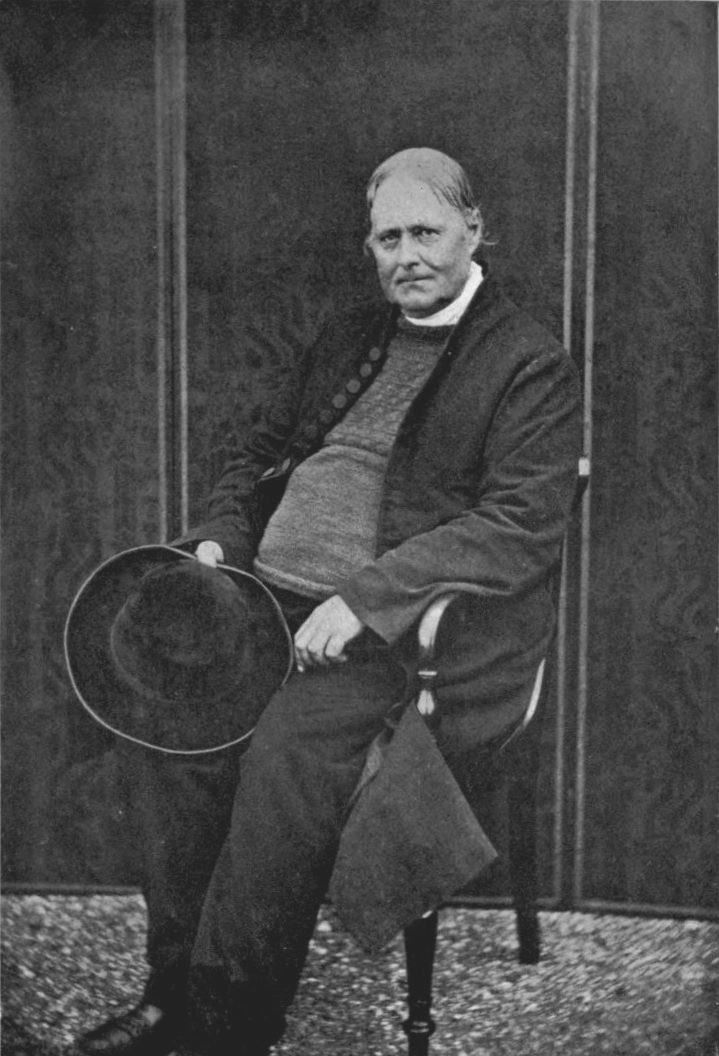
Robert Stephen Hawker (1864)

Hawker veröffentlichte den Text anonym im The Royal Devonport Telegraph and Plymouth Chronicle, einer Zeitung aus Plymouth, vom 2. September 1826. Zunächst ging man, u. a. Thomas Babington Macaulay, Walter Scott und Charles Dickens, davon aus, dass es sich bei dem Gedicht um einen historischen Text handle. Erst in der Ausgabe vom 20. November 1852 seiner Household Words schrieb Dickens den Text Hawker zu. Historisch sind an dem Text lediglich die Refrainzeilen „And shall Trelawny die? Here’s twenty thousand Cornish men Will know the reason why!“, sie sind ein traditionelles Sprichwort aus Cornwall. Verbittert äußerte sich Hawker in einem Brief vom 2. Februar 1862 über die Geschichte seines Liedes:

“But the history of that Ballad is suggestive of my whole life. I published it first anonymously in a Plymouth Paper. Everybody liked it. It, not myself, became popular. I was unnoted and unknown. It was seen by Mr. Davies Gilbert, President of the Society of Antiquaries, and by him reprinted at his own Private Press at Eastbourne. Then it attracted the notice of Sir Walter Scott, who praised it, not me, unconscious of the Author. Afterwards Macaulay (Lord) extolled it in his 'History of England', and again Dickens in Household Words. All these years the Song has been bought and sold, set to music and applauded, while I have lived on among these far away rocks unprofited, unpraised and unknown. This is an epitome of my whole life. Others have drawn profit from my brain while I have been coolly relinquished to obscurity and unrequital and neglect.”